# Progettista di fragranze
Con il termine progettista di fragranze (letteralmente dall'inglese, fragrance designer) ci si riferisce ad una figura professionale che si occupa della creazione di molti tipi di profumi usufruendo di preparazione tecnica, chimica e scientifica oltre a sensibilità e a memoria olfattiva. Ciò che distingue la figura del fragrance designer da quella del profumiere (perfumer) è l'intenzione commerciale legata alla preparazione di una fragranza: il primo spinge l'atto creativo ad un risultato industriale assicurandosi che il profumo corrisponda alle aspettative del cliente o del mercato.

## Formazione professionale
Per accedere a questa professione, le scuole di formazione sono poche. Tra le più note citiamo la scuola Roure fondata a Grasse nel 1946 e l'ISIPCA di Versailles fondata nel 1970 da Jacques Guerlain.

## Il fragrance designer nell'ambito del marketing
Per ciò che concerne l'ambito del marketing la profumazione è uno strumento fondamentale. Una creazione olfattiva può essere legata ad  un prodotto e può essere utilizzata da un'azienda come strategia di vendita: facendo in modo che il cliente associ una determinata miscela di fragranze ad un particolare prodotto riemergono ricordi e sensazioni positive.